# Marlee Matlin
Marlee Beth Matlin (Morton Grove, Illinois, 1965. augusztus 24. –) Oscar- és Golden Globe-díjas amerikai színésznő, író és aktivista.
Napjainkig ő az egyedüli siket színésznő, aki elnyerte a legjobb női főszereplőnek járó Oscar-díjat. A kitüntetést legelső, az 1986-os Egy kisebb isten gyermekei című filmjéért vehette át, mellyel – hasonló kategóriában – egy további Golden Globe-díjat is szerzett. Az 1990-es évek elején a Reasonable Doubts című drámasorozatért két újabb Golden Globe-jelölést kapott. Vendégszereplőként négy alkalommal jelölték Primetime Emmy-díjra; a jelöléseket olyan sorozatokkal érdemelte ki, mint a Seinfeld, a Kisvárosi rejtélyek, az Ügyvédek és az Esküdt ellenségek: Különleges ügyosztály. A felsoroltak mellett fontosabb szerepei voltak az Az elnök emberei, az L és az Elcserélt lányok című sorozatokban, illetve önmagaként a The Celebrity Apprentice című valóságshow-ban.
A színészet mellett több könyv szerzője, továbbá jótékonysági ügyeket is rendszeresen támogat.

## Ifjúkora és családja
Az Illinois állambeli Morton Grove-ban született, Libby (leánykori nevén Hammer) és az autókereskedő Donald Matlin harmadik gyermekeként. Két bátyjával, Eric-kel és Marc-kal együtt haladó szellemű zsidó családban nőtt fel, felmenői Lengyelországból és Oroszországból származtak. Mindössze tizennyolc hónapos volt, amikor jobb fülére teljesen, bal fülére pedig 80%-ban megsiketült. Marlee egy siketek számára alapított zsinagógában tanult és bat-micvójára (a bar-micvó női megfelelője) fonetikusan tanulta meg a Tórából a számára kijelölt héber nyelvű passzust.

## Színészi pályafutása
Hétévesen szerepelt először színpadon, Dorothyt alakította az Óz, a csodák csodája című musicalben. A fellépésre egy nonprofit szervezet jóvoltából került sor, mely siket és ép hallású gyerekeknek szervezett színjátszó közösséget. Egyik ilyen fellépése során fedezte fel őt Henry Winkler és kapta meg a színésznő első filmes szerepét az 1986-os Egy kisebb isten gyermekei című romantikus drámában. Érdekesség, hogy az 1926-os You'd Be Surprised című némafilm óta ez volt az első olyan film, melyben siket színész játszott főszerepet. Szereplésével – első és napjainkig egyetlen siket színésznőként – elnyerte a legjobb női főszereplőnek járó Oscar-díjat, továbbá a legjobb drámai női főszereplőnek járó Golden Globe-díjat is ő vihette haza.
A film sikere után főként televíziós sorozatokban és tévéfilmekben láthatták a nézők. Az 1989-es A csend hídja című tévéfilmben egy siket özvegyet alakít. Ez volt pályafutása során az első olyan szerepe, amelyben meg is szólal. Az 1991 és 1993 között futó Reasonable Doubts című bűnügyi drámasorozatban főszereplőként játszik, melyért Golden Globe-díjra jelölték legjobb női főszereplő – drámasorozat kategóriában. Az 1990-es évek elején vendégszereplőként Primetime Emmy-díj-jelölést szerzett a Kisvárosi rejtélyek című sorozattal. A valós esetet feldolgozó, 1994-es Carrie Buck története című tévéfilmben a címszereplő Carrie Buck szerepét osztották rá. Ez volt az első olyan alkalom, amikor Matlin ép hallású szereplőt személyesített meg a filmvásznon.
Az évtized további részében és a 2000-es évek elején visszatérő szerepekben tűnt fel többek között a Végtelen határok, a Vészhelyzet és Az elnök emberei című sorozatokban. A Seinfeld, az Ügyvédek és az Esküdt ellenségek: Különleges ügyosztály epizódjaiban színészi játékát újabb Primetime Emmy-díj-jelölésekkel jutalmazták. 2006-ban siket szülőként látható a Született feleségekben. A nevem Earl című vígjáték-sorozatban visszatérő szereplőként védőügyvédet alakít, míg a CSI: New York-i helyszínelőkben az egyik áldozat édesanyját formálja meg. 2007-től az L című televíziós sorozatban volt több évadon át főszereplő, mint leszbikus szobrász. 2008-ban versenyzőként vett részt a Dancing with the Stars című táncos valóságshowban, Fabian Sanchez táncpartnereként.
2009-ben a színésznő csillagot kapott a Hollywood-i hírességek sétányán.
2010-ben elkészítette egy televíziós műsor próbaepizódját. A My Deaf Family címet viselő sorozat ötletét – mely egy hallássérült, illetve ép hallású családtagokból álló kaliforniai család mindennapjait mutatja be – több tévécsatorna vezetőségének is bemutatta, de a pozitív visszajelzések ellenére sem tudta eladni azt. Matlin ezért a YouTube-on kezdte el népszerűsíteni sorozatát és magas nézettséget ért el vele.
2011-ben a Celebrity Apprentice című valóságshow-ban részt vevő hírességként a siketek számára hallókészülékeket biztosító Starkey Hearing Foundation nevű szervezetnek gyűjtött pénzt. Noha a műsorban végül csupán a második helyezést érte el, így is egymillió dollárt sikerült összegyűjtenie.
2015-ben debütált a Broadwayen a Tavaszébredés című darab feldolgozásában.
A 2010-es években Matlin folytatta a televíziózást és vendégszereplőként látható az Elcserélt lányok és A varázslók című sorozatokban. 2017-től csatlakozott a Quantico című thrillersorozat stábjához.

## Magánélete
2009 áprilisában jelent meg önéletrajzi könyve, I'll Scream Later címmel. Ebben őszintén ír egykori drogproblémáiról, melyek miatt a drogrehabilitáció mellett döntött. Elmeséli továbbá két évig tartó, viharos kapcsolatát a nála jóval idősebb színésszel, William Hurttel, akit az Egy kisebb isten gyermekei című film forgatásán ismert meg. Matlin állítása szerint Hurt rendszeresen bántalmazta őt fizikailag. Beszámol továbbá arról is, hogy gyermekkorában egy vele azonos nemű bébiszitter szexuálisan molesztálta.
1993. augusztus 29-én ment feleségül Kevin Grandalski rendőrhöz, az esküvőt Henry Winkler színész lakásában tartották, öt nappal Matlin 28. születésnapja után. Matlin és Grandalski a Reasonable Doubts forgatásán ismerkedett össze, ahol Grandalski feladata a helyszín biztosítása és a forgalom irányítása volt. Négy gyermekük született: Sarah, Brandon, Tyler és Isabelle.
Matlin jelnyelvi tolmácsa filmes pályafutásának kezdetei óta Jack Jason, többek között a színésznő Oscar-győzelmét követő beszédénél is ő közvetített.

## Filmográfia

### Film
| Év   | Magyar cím                          | Eredeti cím                            | Szerep                       | Magyar hang       |
| ---- | ----------------------------------- | -------------------------------------- | ---------------------------- | ----------------- |
| 1986 | Egy kisebb isten gyermekei          | Children of a Lesser God               | Sarah Norman                 |                   |
| 1987 | Walker, a felszabadító              | Walker                                 | Ellen Martin                 | néma szerep       |
| 1991 | A linguini eset                     | The Linguini Incident                  | Jeanette                     | Biró Anikó        |
| 1991 | Az aranyálarcos férfi               | L'Homme au masque d'or                 | María                        |                   |
| 1991 |                                     | Grand Canyon                           | jelnyelvvel kommunikáló anya | néma szerep       |
| 1992 | A gyilkos csönd                     | Hear No Evil                           | Jillian Shanahan             |                   |
| 1996 | Búcsúmulatság                       | It's My Party                          | Daphne Stark                 |                   |
| 1996 |                                     | Snitch                                 | Cindy                        |                   |
| 1999 | Két gyilkos, egy áldozat            | Two Shades of Blue                     | Beth McDaniels               | Törtei Tünde      |
| 1999 | Játék a törvénnyel                  | In Her Defense                         | Jane Claire                  | Farkasinszky Edit |
| 1999 | Az igazság két oldalán              | When Justice Fails                     | Katy Wesson                  |                   |
| 2001 |                                     | Askari                                 | Paula McKinley               |                   |
| 2004 | Mi a csudát tudunk a világról?      | What the Bleep Do We Know!?            | Amanda                       |                   |
| 2005 |                                     | Baby Einstein: Baby Wordsworth         | jelnyelvi tolmács / önmaga   |                   |
| 2006 | Mi a csudát tudunk a nyúl üregéről? | What the Bleep!?: Down the Rabbit Hole | Amanda                       |                   |
| 2007 |                                     | Baby Einstein: My First Signs          | jelnyelvi tolmács / önmaga   |                   |
| 2012 | Kamasz a pokolból                   | Excision                               | Amber                        |                   |
| 2013 |                                     | 4Closed                                | Ally Turner                  |                   |
| 2013 |                                     | No Ordinary Hero: The SuperDeafy Movie | Marlee Matlin                |                   |
| 2014 | Egyetlen szerelmem                  | The One I Love                         | vendég az étkezdében         |                   |
| 2014 | Szerelem, angolosan                 | How to Make Love Like an Englishman    | Cindy                        | Csere Ágnes       |
| 2015 |                                     | Silent Knights                         | Charlotte Manning            |                   |
| 2021 | CODA                                | CODA                                   | Jackie Rossi                 |                   |

### Televízió
| Év        | Magyar cím                               | Eredeti cím                             | Szerep                          | Megjegyzések                               |
| --------- | ---------------------------------------- | --------------------------------------- | ------------------------------- | ------------------------------------------ |
| 1988      | Szezám utca                              | Sesame Street                           | önmaga                          | 1 epizód                                   |
| 1989      | A csend hídja                            | Bridge to Silence                       | Peggy Lawrence                  | tévéfilm                                   |
| 1991–1993 |                                          | Reasonable Doubts                       | Tess Kaufman                    | 44 epizód                                  |
| 1993      | Seinfeld                                 | Seinfeld                                | Laura                           | 1 epizód                                   |
| 1993–1996 | Kisvárosi rejtélyek                      | Picket Fences                           | Laurie Bey polgármester asszony | 13 epizód                                  |
| 1994      |                                          | Adventures in Wonderland                | April Hare                      | 1 epizód                                   |
| 1994      | Carrie Buck története                    | Against Her Will: The Carrie Buck Story | Carrie Buck                     | tévéfilm                                   |
| 1995      | A jog hálójában                          | Sweet Justice                           | Brianna Holland                 | 1 epizód                                   |
| 1995      | Végtelen határok                         | The Outer Limits                        | Jennifer Winter                 | 1 epizód                                   |
| 1997      | Halálos csend                            | Dead Silence                            | Melanie Charrol                 | tévéfilm                                   |
| 1997      |                                          | The Larry Sanders Show                  | önmaga                          | 1 epizód                                   |
| 1997      | Kerge város                              | Spin City                               | Sarah Edelman                   | 1 epizód                                   |
| 1998      |                                          | The Puzzle Place                        | önmaga                          | 1 epizód                                   |
| 1999      | Sebzettek városa                         | Freak City                              | Cassandra                       | - tévéfilm - magyar hangja: - Spilák Klára |
| 1999      | Vészhelyzet                              | ER                                      | jelnyelvi oktató                | 1 epizód                                   |
| 1999      | Haláltánc                                | Where the Truth Lies                    | Dana Sue Lacey                  | tévéfilm (vezető producer)                 |
| 1999      |                                          | Chicken Soup for the Soul               | tanár                           | 1 epizód                                   |
| 1999      | Amynek ítélve                            | Judging Amy                             | Eliza Spears                    | 1 epizód                                   |
| 2000      | Ügyvédek                                 | The Practice                            | Sally Berg                      | 1 epizód                                   |
| 2000–2006 | Az elnök emberei                         | The West Wing                           | Joey Lucas                      | 17 epizód                                  |
| 2001      |                                          | Gideon's Crossing                       | Lindsay Warren                  | 1 epizód                                   |
| 2001      | Nevess és szeress!                       | Kiss My Act                             | Casey                           | tévéfilm                                   |
| 2002–2003 |                                          | Blue's Clues                            | Marlee a könyvtáros             | 2 epizód                                   |
| 2003      | Az ügyosztály                            | The Division                            | Ann Polton                      | 1 epizód                                   |
| 2003      | Kesztyűcsere                             | Eddie's Million Dollar Cook-Off         | vezető producer                 | tévéfilm                                   |
| 2004–2005 | Esküdt ellenségek: Különleges ügyosztály | Law & Order: Special Victims Unit       | Dr. Amy Solwey                  | 2 epizód                                   |
| 2005      | Született feleségek                      | Desperate Housewives                    | Alisa Stevens                   | 1 epizód                                   |
| 2006      | CSI: New York-i helyszínelők             | CSI: NY                                 | Mrs. Mitchum                    | 1 epizód                                   |
| 2006      | A nagy házalakítás                       | Extreme Makeover: Home Edition          | önmaga                          | 1 epizód                                   |
| 2006–2007 | A nevem Earl                             | My Name Is Earl                         | Ruby Whitlow                    | 3 epizód                                   |
| 2007–2009 | L                                        | The L Word                              | Jodi Lerner                     | 29 epizód                                  |
| 2008      |                                          | Dancing with the Stars                  | önmaga                          | 6 epizód                                   |
| 2008      | Kés/Alatt                                | Nip/Tuck                                | Barbara Shapiro                 | 1 epizód                                   |
| 2008      | Kedves kis semmiség                      | Sweet Nothing in My Ear                 | Laura Miller                    | tévéfilm                                   |
| 2009      |                                          | Seth & Alex's Almost Live Comedy Show   | önmaga                          | rövidfilm                                  |
| 2011–2012 |                                          | The Apprentice                          | önmaga                          | 13 epizód                                  |
| 2011      | Égessük le Donald Trumpot!               | Comedy Central Roast of Donald Trump    | önmaga                          | tévéfilm                                   |
| 2011      | CSI: A helyszínelők                      | CSI: Crime Scene Investigation          | Julia Holden professzor         | 1 epizód                                   |
| 2011–2017 | Elcserélt lányok                         | Switched at Birth                       | Melody Bledsoe                  | 32 epizód                                  |
| 2012–2017 | Family Guy                               | Family Guy                              | Stella (hangja)                 | 5 epizód                                   |
| 2014      | Glee – Sztárok leszünk!                  | Glee                                    | önmaga                          | 1 epizód                                   |
| 2014      | Kozmosz: Történetek a világegyetemről    | Cosmos: A Spacetime Odyssey             | Annie Jump Cannon (hangja)      | 1 epizód                                   |
| 2017–2018 | A varázslók                              | The Magicians                           | Harriet                         | vendégszereplő (8 epizód)                  |
| 2018      | Quantico                                 | Quantico                                | Jocelyn Turner                  | állandó szereplő                           |
| 2018      |                                          | Gone                                    | Ms. Finley                      | 1 epizód                                   |
| 2019      |                                          | Limetown                                | Deirdre Wells                   | 3 epizód                                   |
| 2022      | Azúrkék nyomok és te                     | Blue's Clues & You!                     | önmaga                          | 1 epizód                                   |
| 2022      | New Amsterdam                            | New Amsterdam                           | Dr. Bev Clemons                 | 1 epizód                                   |
| 2023      | Gordon Ramsay – A pokol konyhája         | Hell's Kitchen                          | önmaga                          | 1 epizód                                   |

## Fontosabb díjak és jelölések

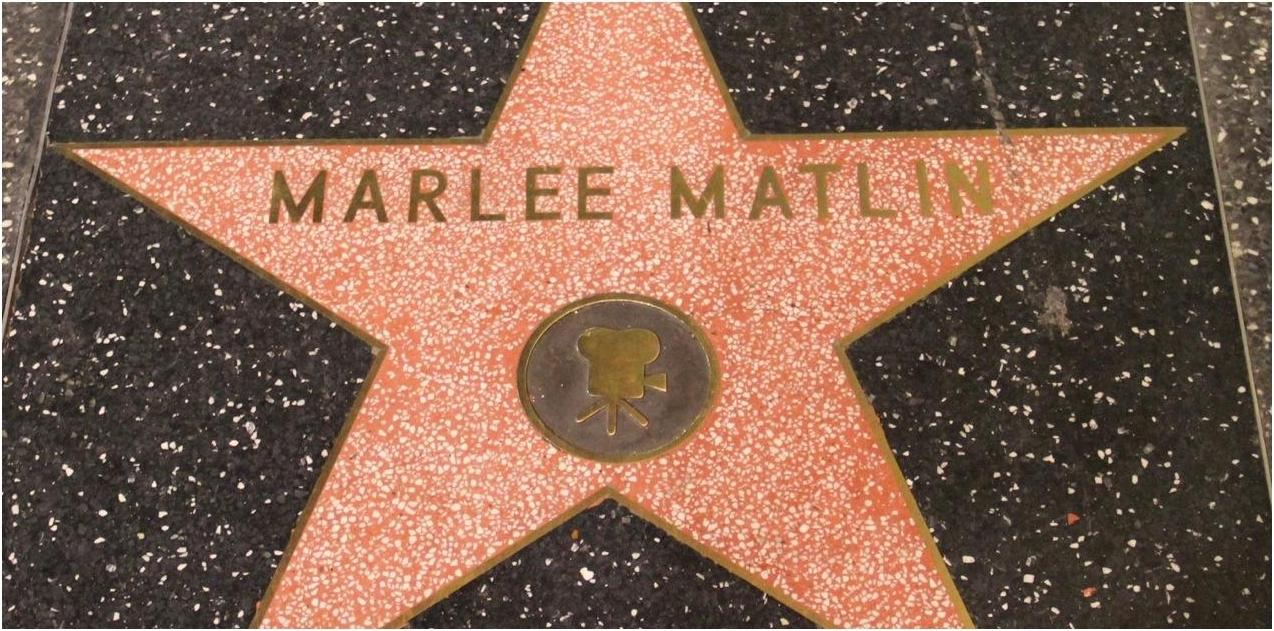
Marlee Matlin csillaga a Hollywoodi hírességek sétányán.

| Év   | Díj                     | Kategória                                    | Jelölt mű                                | Eredmény |
| ---- | ----------------------- | -------------------------------------------- | ---------------------------------------- | -------- |
| 1986 | Oscar-díj               | Legjobb női főszereplő                       | Egy kisebb isten gyermekei               | Elnyerte |
| 1986 | Golden Globe-díj        | Legjobb női főszereplő – filmdráma           | Egy kisebb isten gyermekei               | Elnyerte |
| 1991 | Golden Globe-díj        | Legjobb női főszereplő – drámasorozat        | Reasonable Doubts                        | Jelölve  |
| 1992 | Golden Globe-díj        | Legjobb női főszereplő – drámasorozat        | Reasonable Doubts                        | Jelölve  |
| 1994 | Primetime Emmy-díj      | Legjobb női vendégszereplő – vígjátéksorozat | Seinfeld                                 | Jelölve  |
| 1994 | Primetime Emmy-díj      | Legjobb női vendégszereplő – vígjátéksorozat | Kisvárosi rejtélyek                      | Jelölve  |
| 1995 | Screen Actors Guild-díj | Legjobb szereplőgárda (drámasorozat)         | Kisvárosi rejtélyek                      | Jelölve  |
| 2000 | Primetime Emmy-díj      | Legjobb női vendégszereplő – drámasorozat    | Ügyvédek                                 | Jelölve  |
| 2004 | Primetime Emmy-díj      | Legjobb női vendégszereplő – drámasorozat    | Esküdt ellenségek: Különleges ügyosztály | Jelölve  |
| 2009 | Hollywood Walk of Fame  | –                                            | –                                        | Elnyerte |

## Publikált művei
- Matlin, Marlee. Deaf Child Crossing. New York: Simon & Schuster (2004). ISBN 978-0689866968
- Leading Ladies. New York: Simon & Schuster (2007). ISBN 978-0689869877
- Nobody's Perfect. New York: Simon & Schuster (2007). ISBN 978-1416949763
- Matlin, Marlee. I'll Scream Later. New York: Simon Spotlight Entertainment (2009). ISBN 978-1439102855

## Fordítás
- Ez a szócikk részben vagy egészben  a   Marlee Matlin című angol Wikipédia-szócikk fordításán alapul.  Az eredeti cikk szerkesztőit annak laptörténete sorolja fel. Ez a jelzés csupán a megfogalmazás eredetét és a szerzői jogokat jelzi, nem szolgál a cikkben szereplő információk forrásmegjelöléseként.